# Tsjechië op het Eurovisiesongfestival

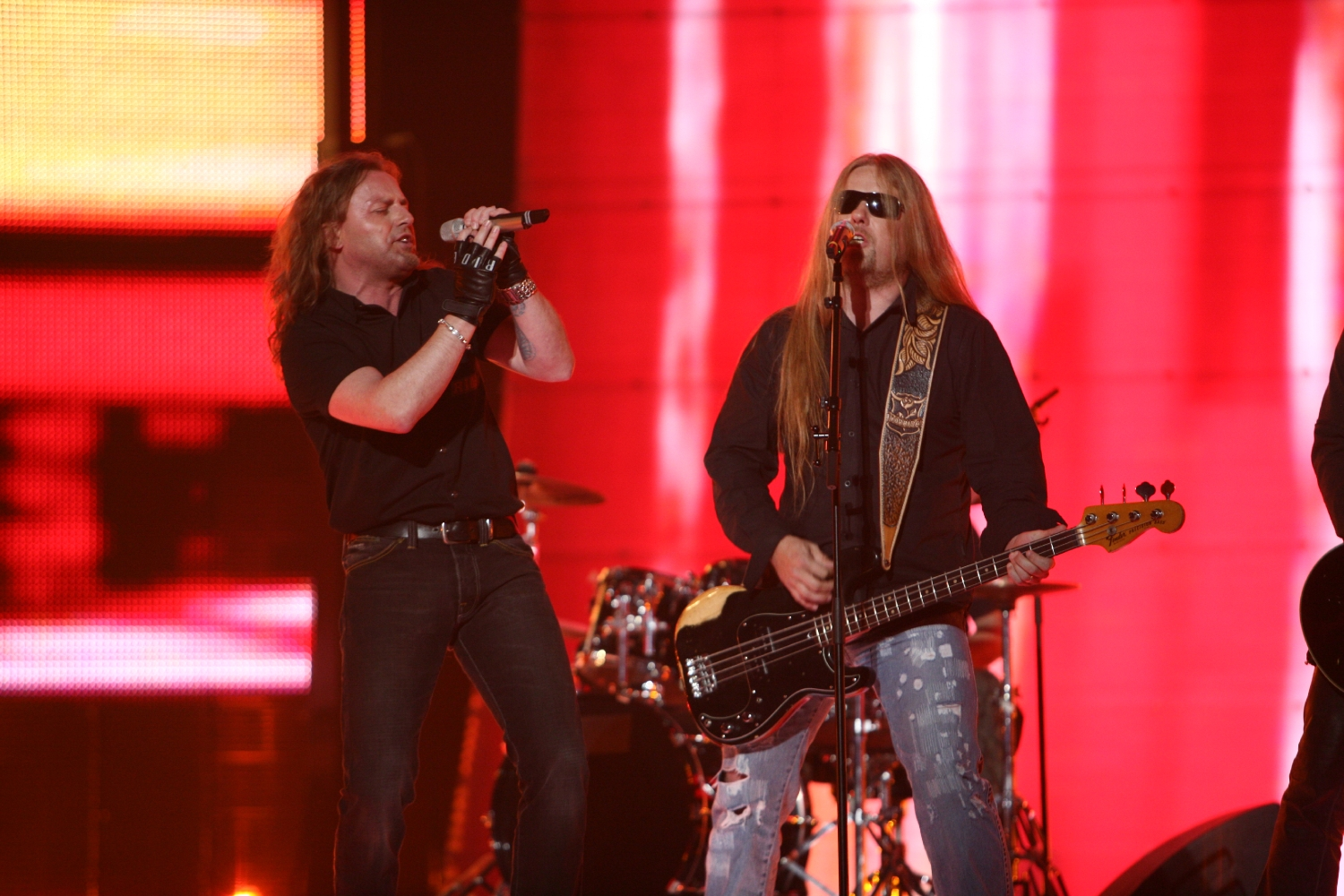
Kabát in Helsinki (2007)

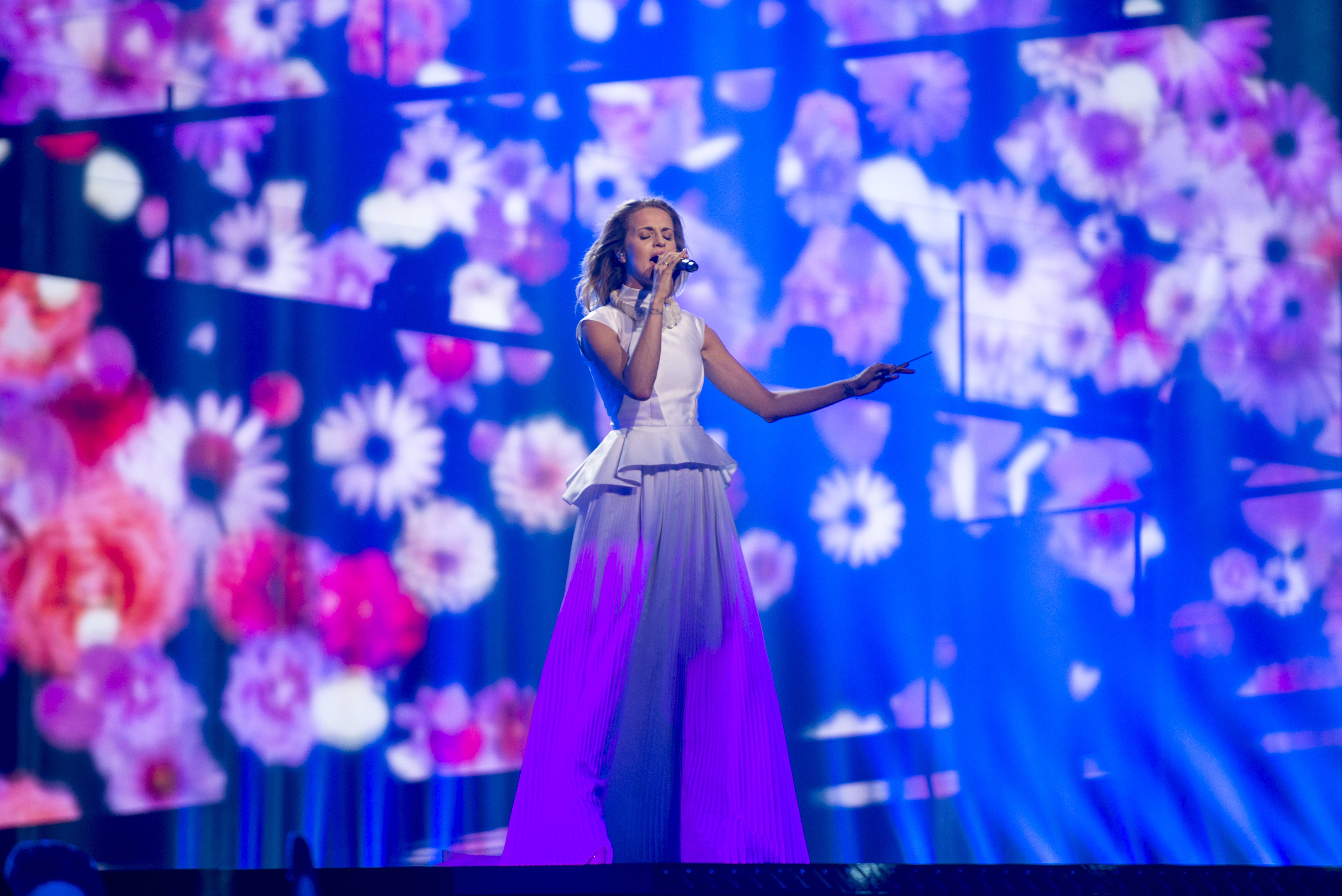
Gabriela Gunčíková in Stockholm (2016)

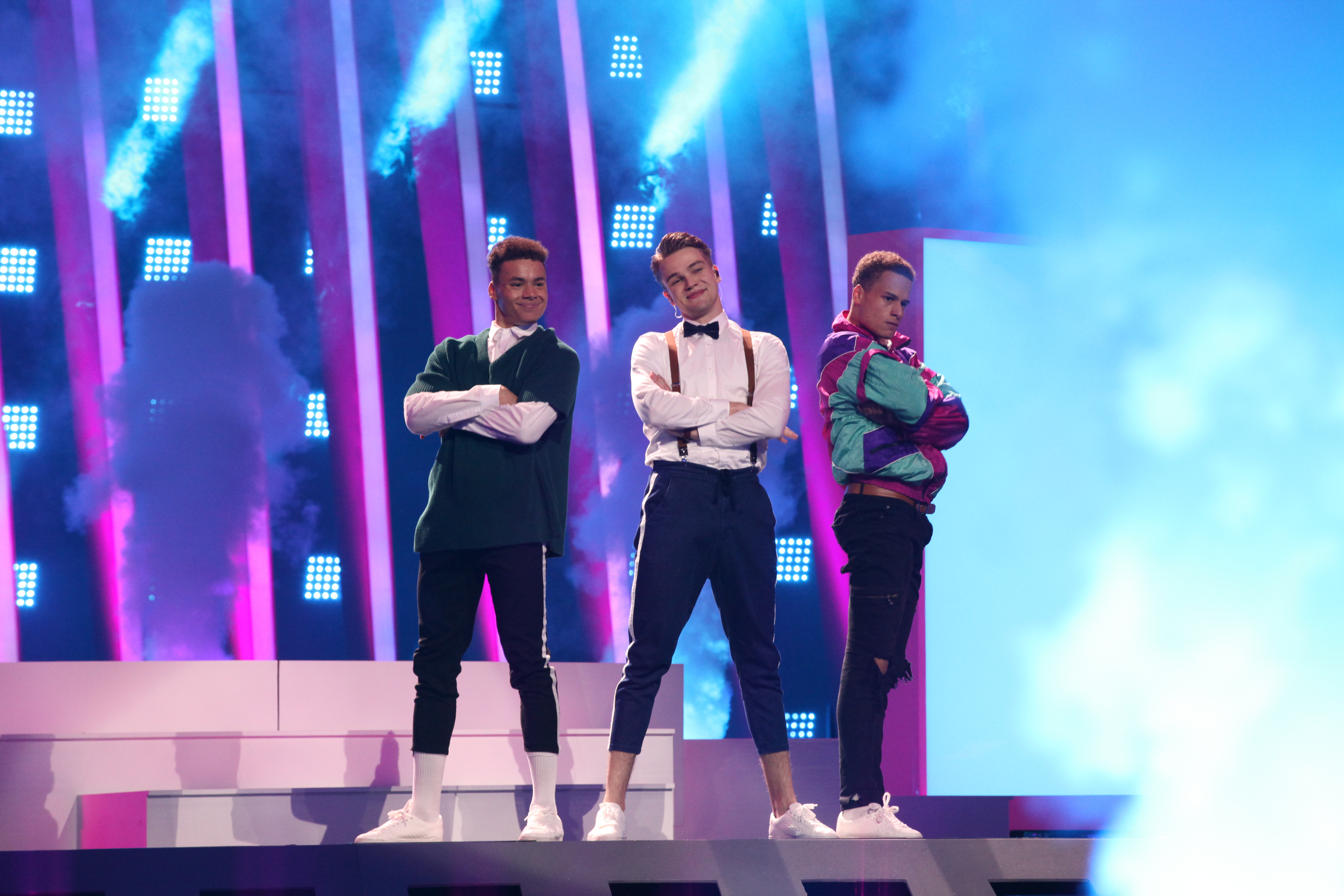
Mikolas Josef in Lissabon (2018)

Tsjechië was een opvallende laatkomer op het Eurovisiesongfestival. Terwijl andere Centraal-Europese landen als Polen, Hongarije en Slowakije al in 1994 debuteerden, maakten de Tsjechen pas in 2007 hun debuut op het liedjesfestijn. Het land was het laatste grote Europese land dat nog nooit aan het festival had meegedaan.

## Geschiedenis
Tsjechië toonde voor het eerst interesse in het songfestival toen het zich inschreef voor de editie van 2005. Het land trok zich echter ruim van tevoren officieel terug, met de reden dat er al twee grote evenementen gepland waren in 2005 en drie 'te veel van het goede' zou zijn. De financiële factor zou ook hebben meegespeeld.
In 2006 was er de verwachting dat Tsjechië alsnog zou meedoen, maar het land meldde zich verrassend genoeg niet aan bij de EBU. De Tsjechische omroep zag het niet zitten de finale op zaterdagavond te moeten uitzenden, terwijl het vanwege de halve finale nog niet zeker was of het land daaraan wel zou mogen meedoen.
Op 19 april 2006, een maand voor het Eurovisiesongfestival 2006, maakte de omroep bekend wel aanwezig te zullen zijn bij het Eurovisiesongfestival 2007.

### Debuutjaren
Op 10 maart 2007 hield Tsjechië haar eerste nationale finale, simpelweg Eurosong 2007 geheten. Een van de criteria om hieraan mee te kunnen doen was dat de deelnemers recent nog in de hitparade moesten hebben gestaan. Er waren ongeveer tien kandidaten en het publiek mocht uiteindelijk beslissen wie voor Tsjechië naar het songfestival in Helsinki mocht gaan. Behalve via televoting werd er gestemd via internet, waarmee het land een Europese primeur had. Winnaar werd de zeer populaire rockband Kabát, met het nummer Malá dáma.
Tsjechië moest op het Eurovisiesongfestival eerst aantreden in de halve finale. Met nog 27 andere landen werd er gestreden om een top 10-plek die recht gaf op deelname aan de grote finale. Kabát kon zich echter niet kwalificeren; de band kreeg maar één punt en werd allerlaatste. Slechts drie andere landen eindigden ook laatste bij hun eerste deelname.
Het leek erop dat Tsjechië, vanwege het slechte resultaat van een van haar populairste bands, geen hoop zou hebben op een succesvolle afloop in 2008, maar toch was het land er in dat jaar voor de tweede keer bij. Tereza Kerndlová werd voor de Tsjechen naar Belgrado gestuurd om aan te treden met het nummer Have some fun. Opnieuw echter liep het songfestival voor Tsjechië uit op een debacle. Kerndlová stelde teleur met slechts een voorlaatste plaats in de halve finale. Niet meer dan negen punten wist ze te vergaren.
Ondanks hardnekkige geruchten dat het land geen zin meer zou hebben in deelname aan het songfestival, deed Tsjechië bij het Eurovisiesongfestival 2009 in Moskou wederom mee. Ditmaal besloot de Tsjechische omroep, in plaats van een nationale voorronde te houden, direct een vertegenwoordigende groep te kiezen. Dit werd de populaire band Gipsy.cz, die mocht aantreden met het nummer Aven Romale. Maar ook deze keer werd het een fiasco; Tsjechië kreeg geen enkel punt en strandde roemloos op de laatste plaats. Na deze wanprestatie trok Tsjechië zich terug uit het Eurovisiesongfestival. Naast de tegenvallende resultaten zou er onder de Tsjechische bevolking ook nauwelijks interesse zijn geweest in het liedjesfestijn.

### Sinds 2015
Na vijf jaar afwezigheid, maakte Tsjechië in 2015 opnieuw zijn opwachting op het Eurovisiesongfestival in buurland Oostenrijk. Marta Jandová en Václav Noid Bárta traden in de tweede halve finale aan met het lied Hope never dies, maar wederom kregen de Tsjechen niet genoeg stemmen om door te mogen naar de finale. Met vier deelnames en geen enkele finaleplaats was Tsjechië op dat moment, na Andorra, het minst succesvolle land in de geschiedenis van het Eurovisiesongfestival. In 2016 bracht Gabriela Gunčíková daar verandering in, toen zij Tsjechië voor de eerste keer naar de finale loodste met het lied I stand. In de finale werd zij voorlaatste. Na de eerste finaleplek ooit in 2016, viel Tsjechië in 2017 weer terug en wist Martina Bárta de finale voor haar land niet te bereiken.
In 2018 besloot Tsjechië het over een ander boeg te gooien met zanger en model Mikolas Josef. Hij won de nieuwe nationale preselectie ESCZ en wist met zijn nummer Lie to me in de finale de zesde plaats te bemachtigen, de hoogste score voor Tsjechië tot nu toe. De band Lake Malawi zorgde in 2019 eveneens voor een succesje, door elfde te worden met Friend of a friend. In 2020 won Benny Cristo de nationale finale. Het festival zelf werd evenwel geannuleerd vanwege de COVID-19-pandemie. Hierop besloot de Tsjechische openbare omroep om Cristo intern te selecteren voor deelname aan het Eurovisiesongfestival 2021. Daar geraakte Benny Cristo niet in de finale. In 2022 koos de Tsjechische omroep ervoor om weer een nationale finale te houden. De Noors-Tsjechische groep We Are Domi wist deze te winnen en vertegenwoordigde Tsjechië op het Eurovisiesongfestival 2022. Na een uitstekende vierde plaats in de halve finale moest We Are Domi in de finale als eerste aantreden. Dit verpestte de kansen voor een hoge eindnotering en We Are Domi bleef steken op een 22ste plaats.

## Tsjechische deelnames
| Jaar | Artiest                           | Titel              | Fin. | Ptn. | Semi | Ptn. | Taal                                      |
| ---- | --------------------------------- | ------------------ | ---- | ---- | ---- | ---- | ----------------------------------------- |
| 2007 | Kabát                             | Malá dáma          | X    | X    | 28   | 1    | Tsjechisch                                |
| 2008 | Tereza Kerndlová                  | Have some fun      | X    | X    | 18   | 9    | Engels                                    |
| 2009 | Gipsy.cz                          | Aven Romale        | X    | X    | 18   | 0    | Engels en Romani                          |
| 2015 | Marta Jandová & Václav Noid Bárta | Hope never dies    | X    | X    | 13   | 33   | Engels                                    |
| 2016 | Gabriela Gunčíková                | I stand            | 25   | 41   | 9    | 161  | Engels                                    |
| 2017 | Martina Bárta                     | My turn            | X    | X    | 13   | 83   | Engels                                    |
| 2018 | Mikolas Josef                     | Lie to me          | 6    | 281  | 3    | 232  | Engels                                    |
| 2019 | Lake Malawi                       | Friend of a friend | 11   | 157  | 2    | 242  | Engels                                    |
| 2021 | Benny Cristo                      | Omaga              | X    | X    | 15   | 23   | Engels                                    |
| 2022 | We Are Domi                       | Lights off         | 22   | 38   | 4    | 227  | Engels                                    |
| 2023 | Vesna                             | My sister's crown  | 10   | 129  | 4    | 110  | Engels, Oekraïens, Tsjechisch en Bulgaars |
| 2024 | Aiko                              | Pedestal           | X    | X    | 11   | 38   | Engels                                    |
| 2025 | Adonxs                            | Kiss kiss goodbye  | X    | X    | 12   | 29   | Engels                                    |

| Kleur | Betekenis      |
| ----- | -------------- |
|       | Eerste plaats  |
|       | Tweede plaats  |
|       | Derde plaats   |
|       | Laatste plaats |
|       | Gastland       |

## Punten
Periode 2007-2025. Punten uit halve finales zijn in deze tabellen niet meegerekend.
| Plaats | Land         | Punten |
| ------ | ------------ | ------ |
| 1      | Oekraïne     | 142    |
| 2      | Zweden       | 100    |
| 3      | Armenië      | 67     |
| 4      | Azerbeidzjan | 60     |
| 5      | Rusland      | 58     |

| Plaats | Land       | Punten |
| ------ | ---------- | ------ |
| 1      | IJsland    | 32     |
| 2      | Finland    | 30     |
| 3      | Kroatië    | 29     |
| 3      | Slovenië   | 29     |
| 5      | Oostenrijk | 27     |

### Twaalf punten gegeven aan Tsjechië
| Aantal | Land        | Wanneer  |
| ------ | ----------- | -------- |
| 1      | Georgië     | 2019 (j) |
| 1      | Hongarije   | 2019 (j) |
| 1      | Israël      | 2018 (t) |
| 1      | Noorwegen   | 2019 (j) |
| 1      | Oostenrijk  | 2018 (t) |
| 1      | Slovenië    | 2019 (j) |
| 1      | Zwitserland | 2023 (j) |

(j) = vakjury; (t) = televoting

### Twaalf punten gegeven door Tsjechië
(Vetgedrukte landen waren ook de winnaar van dat jaar.)
| Jaar | Land                       | Jaar | Land                                 |
| ---- | -------------------------- | ---- | ------------------------------------ |
| 2007 | Oekraïne                   | 2021 | Portugal (j) Moldavië (t)            |
| 2008 | Armenië                    | 2022 | Verenigd Koninkrijk (j) Oekraïne (t) |
| 2009 | Armenië                    | 2023 | Oekraïne (j+t)                       |
| 2015 | Azerbeidzjan               | 2024 | Oekraïne (j+t)                       |
| 2016 | Zweden (j) Oekraïne (t)    | 2025 | Duitsland (j) Oekraïne (t)           |
| 2017 | Portugal (j) Bulgarije (t) |      |                                      |
| 2018 | Israël (j) Oekraïne (t)    |      |                                      |
| 2019 | Zweden (j) Rusland (t)     |      |                                      |

(j) = vakjury; (t) = televoting
2007 · 2008 · 2009 · 2010-2014 · 2015 · 2016 · 2017 · 2018 · 2019 · 2020 · 2021 · 2022 · 2023 · 2024 · 2025